# Фордерланд
Фордерланд (нім. Bezirk Vorderland) — округ у Швейцарії в кантоні Аппенцелль-Ауссерроден.

## Громади
У таблиці наведено список громад округу станом на 2022 рік, населення та площа станом на 2019 рік.

| Українська назва | Оригінальна назва | Код BFS | Населення | Площа |
| ---------------- | ----------------- | ------- | --------- | ----- |
| Вальд            | Wald (AR)         | 3036    | 872       | 6,8   |
| Вальценгаузен    | Walzenhausen      | 3037    | 2012      | 7,0   |
| Вольфгальден     | Wolfhalden        | 3038    | 1871      | 6,9   |
| Гайден           | Heiden            | 3032    | 4203      | 7,5   |
| Груб             | Grub (AR)         | 3031    | 1013      | 4,2   |
| Лютценберг       | Lutzenberg        | 3033    | 1299      | 2,3   |
| Реетобель        | Rehetobel         | 3034    | 1756      | 6,7   |
| Ройте            | Reute (AR)        | 3035    | 704       | 5,0   |